# The New Mutants (película)
Los nuevos mutantes (título original en inglés: The New Mutants) es una película de terror de superhéroes estadounidense, basada en el cómic de la editorial Marvel Comics The New Mutants, producida por 20th Century Studios y distribuida por Walt Disney Studios Motion Pictures. Es la decimotercera y última entrega de la franquicia de X-Men. La cinta es dirigida por Josh Boone a partir de un guion escrito por él mismo y Knate Lee, y es protagonizada por Anya Taylor-Joy, Maisie Williams, Charlie Heaton, Henry Zaga, Blu Hunt y Alice Braga. En The New Mutants, un grupo de jóvenes mutantes retenidos en una instalación secreta luchan por salvarse a sí mismos de peligros desconocidos.
La película tuvo múltiples retrasos desde su planeada fecha de lanzamiento en 2018 debido a regrabaciones, la adquisición de Disney del entonces estudio 20th Century Fox y la pandemia de COVID-19. La película se estrenó finalmente el 28 de agosto de 2020 en Estados Unidos.

## Sinopsis
Cinco jóvenes mutantes descubren sus habilidades mientras están recluidos en una instalación secreta en contra de su voluntad, luchan por escapar de sus pecados pasados y salvarse a sí mismos.

## Argumento
Dani Moonstar, una joven nativa americana, escapa a la destrucción de su reserva por un tornado. Ella y su padre William huyen al bosque donde él le dice que se esconda en un árbol hueco mientras él regresa para ayudar a los demás; segundos después su padre es asesinado por una entidad invisible. Dani huye mientras algo la persigue y queda inconsciente. Dani despierta en un hospital abandonado dirigido por la Dra. Cecilia Reyes. Reyes le dice que es una nueva mutante y que tiene que quedarse en el hospital para aprender a controlar sus poderes, aunque todavía no sabe cuáles son.
Dani conoce a otros cuatro jóvenes adolescentes: Sam Guthrie, Illyana Rasputin, Roberto da Costa y Rahne Sinclair. Reyes los tiene a cada uno de ellos allí después de que todos hayan sufrido una tragedia; Sam derribó toda una mina sobre su padre y compañeros de trabajo, Roberto quemó a su novia, Rahne escapó de su aldea religiosamente estricta después de ser marcada por un cura por creerla bruja e Illyana fue perseguida por su pasado en la esclavitud infantil, así como por seres de otro mundo llamados "Smiling Men", que son el resultado de sus poderes de manifestación. En el hospital los jóvenes deben supuestamente aprender a controlar sus habilidades: Roberto puede manipular la energía solar, Sam puede volar a la velocidad de un jet, Illyana maneja la hechicería y la licantropía de Rahne le permite convertirse en un lobo. Por otro lado, Reyes rodea la instalación por un campo de fuerza, lo que les impide escapar.
Colectivamente, los cinco creen que están siendo entrenados para unirse a los X-Men, de ahí la supervisión estricta, así como Reyes recordándoles que son considerados peligrosos y que no deben irse hasta que estén bajo control. Dani se hace amiga de Rahne de inmediato, y finalmente forma una relación romántica con ella, mientras que Illyana continúa enemistando a Dani. Cuando Dani se defiende, Illyana busca consuelo en una marioneta de mano de un dragón púrpura llamado Lockheed.
Pronto, los nuevos amigos de Dani comienzan a tener visiones horribles de su pasado, una de las cuales hace que Rahne sea marcada en su cuello. Illyana deduce que las visiones son el resultado de la manifestación de los poderes de Dani, quien tiene la capacidad de crear ilusiones basadas en la psique de una persona. Reyes consulta a sus empleadores, la Corporación Essex, quienes le dan instrucciones de matar a Dani, ya que consideran que es muy peligrosa y que es difícil controlarla.
Cuando Reyes se lleva a Dani, Rahne sospecha que algo anda mal. En ese momento, Illyana y Sam son atacados por los Smiley Men mientras Roberto intenta romper las barreras que se han materializado afuera de las salidas del complejo. Dani se percata de la intención de Reyes, pero Rahne llega a tiempo y hiere gravemente a Reyes, obligándola a huir. Los cinco se reagrupan y se dan cuenta de que, para escapar, tienen que matar a Reyes para que desaparezcan los campos de fuerza. La encuentran y Reyes revela que los estaba entrenando para ser asesinos de la corporación Essex, pero que Dani debe morir debido a sus peligrosas habilidades mutantes. Sin embargo, antes de que pueda hacer esto, el Oso Demonio, que había estado siguiendo a Dani todo este tiempo y era la verdadera razón por la que su reserva fue destruida, llega y devora a Reyes.
Illyana invoca sus poderes para saltar entre el "limbo" y recluta una versión de la vida real de Lockheed para enfrentarse al Oso Demonio, que ahora los ataca a ellos. Finalmente, Sam y Roberto se unen a la pelea, superando sus inseguridades en el proceso. Rahne intenta llegar hasta Dani inconsciente hasta que ella misma lucha contra el Oso Demonio. Dani recibe la visita del espíritu de su padre, quien la anima a enfrentar su miedo. Dani despierta y se enfrenta al Oso Demonio, y así logra calmarlo hasta someterlo y dejarlo descansar.
Cuando amanece, el grupo se da cuenta de que el campo de fuerza ha desaparecido, y salen juntos de las instalaciones para enfrentar lo desconocido.

## Elenco y personajes
- Maisie Williams como Rahne Sinclair / Wolfsbane / Loba Venenosa: Una mutante escocesa con la habilidad de transformarse en lobo, y en una híbrida entre mujer y lobo.[9]
- Blu Hunt como Danielle "Dani" Moonstar / Mirage / Espejismo: Una mutante nativa americana que tiene el poder de crear ilusiones extraídas de los miedos y deseos de la mente de una persona.[10]
- Charlie Heaton como Samuel "Sam" Guthrie / Cannonball / Bala de Cañón: Un mutante de Kentucky que puede impulsarse a gran velocidad en el aire y es invulnerable mientras lo hace.[11]
- Anya Taylor-Joy como Illyana Rasputina / Magik: Una mutante rusa con la habilidad de lanzar discos de teletransportación para viajar; estos también los usa para viajar a la dimensión demoníaca llamada "El Limbo". Además, conoce la hechicería y posee la espada llamada Soulsword. Es la hermana de Colossus / Coloso, un miembro de los X-Men visto en las películas anteriores de la franquicia.[12] Illyana posee una marioneta púrpura de Lockheed y también puede invocar al Lockheed real.
  - Colbi Gannett interpreta a Illyana de niña.
- Henry Zaga como Roberto "Berto" da Costa / Sunspot / Mancha Solar: Un mutante brasileño con la capacidad de manipular la energía solar."[13]
- Alice Braga como Dra. Cecilia Reyes: Una mentora para el grupo, y una médico que tiene la capacidad de generar un bio-campo de protección a su alrededor.[14]
- Adam Beach como William Lonestar, el padre de Dani.

Además, el personaje Oso Demonio (Demon Bear) aparece en la película. Thomas Kee aparece como el padre de Sam Guthrie, Thomas, mientras que Happy Anderson interpreta al reverendo Craig de la aldea de Rahne, siendo ambos el resultado de ilusiones creadas por Dani. Los "Smiling Men" son interpretados físicamente por Dustin Ceithamer, mientras que Marilyn Manson proporcionó sus voces. Imágenes de archivo de Dafne Keen como Laura/X-23 y Rissa Rose Kilar, Salef Celiz, Aidan Kennedy, Nayah Murphy, Chase Cubia, Emma Teo, Vincenzo Lucatorto, Noell Jellison, Haley Glass, Ella Rowbotham, Hudson Wright, Sebeon Jackson, Allegra Novikov y Sophia Rosales como otros mutantes prisioneros de Alkali-Transigen de la película Logan (2017) se muestran cuando Dani usa sus habilidades accidentalmente y accede a la mente de la Dra. Reyes.

## Doblaje
| Intérpretes     | Personaje                                         | Doblaje mexicano        | Doblaje español      |
| --------------- | ------------------------------------------------- | ----------------------- | -------------------- |
| Anya Taylor-Joy | Illyana Rasputina / Magik                         | Karen Vallejo           | María Blanco         |
| Maisie Williams | Rahne Sinclair / Wolfsbane / Loba Venenosa        | Alicia Vélez            | Pilar Martín         |
| Charlie Heaton  | Samuel "Sam" Guthrie / Cannonball / Bala de Cañón | Alan Fernando Velázquez | Masumi Mutsuda       |
| Henry Zaga      | Roberto "Berto" da Costa / Sunspot / Mancha Solar | Abraham Vega            | Michel Tejerina      |
| Blu Hunt        | Danielle "Dani" Moonstar / Mirage / Espejismo     | Monserrat Mendoza       | Sandra Villa         |
| Alice Braga     | Dra. Cecilia Reyes                                | Xóchitl Ugarte          | Catherina Martínez   |
| Adam Beach      | William Lonestar                                  | Manuel Pérez            | Miguel Ángel Montero |
| Thomas Kee      | Thomas Guthrie                                    | Armando Réndiz          | N/A                  |
| Happy Anderson  | Reverendo Craig                                   | Dafnis Fernández        | N/A                  |

## Producción

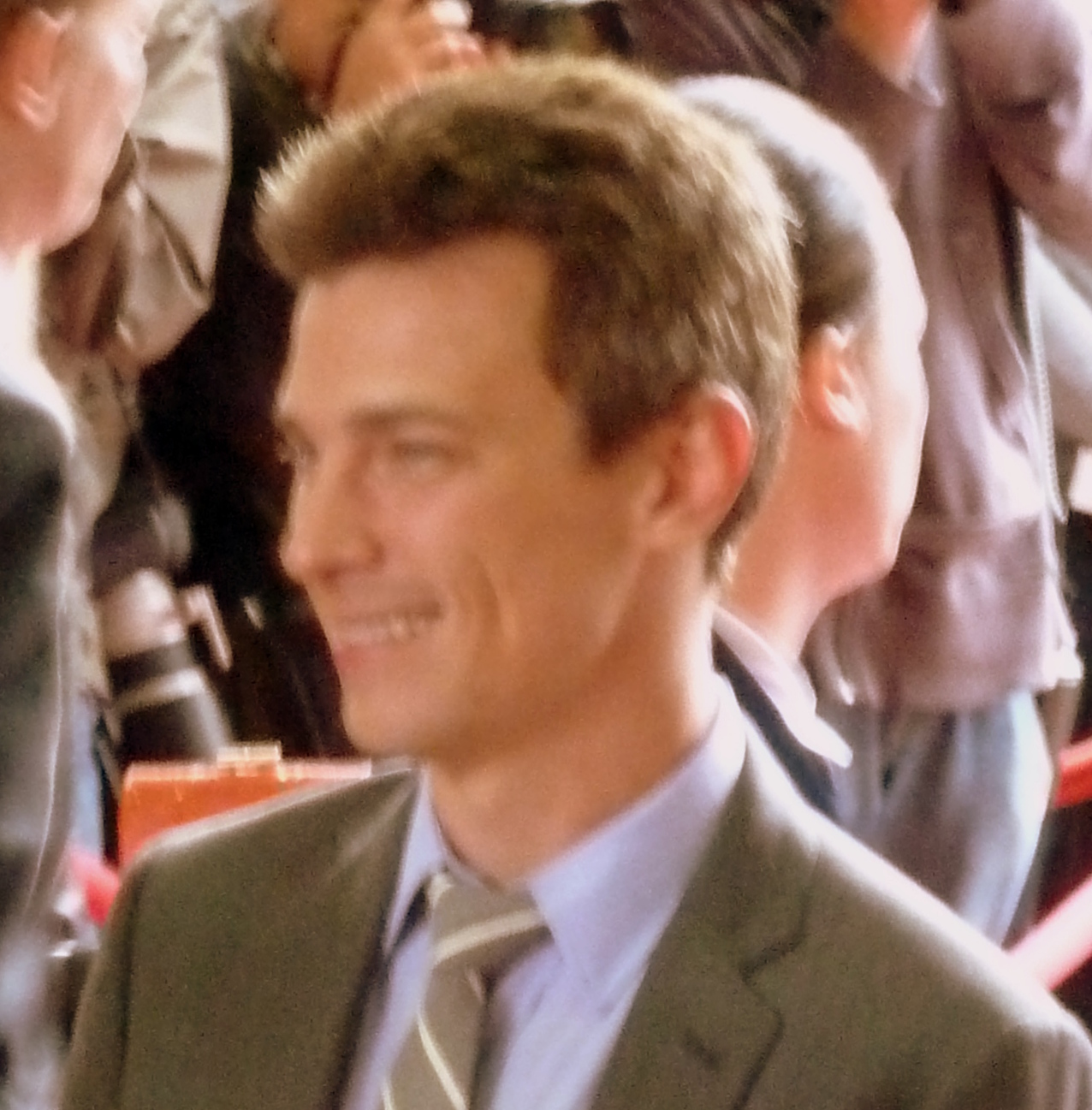
Josh Boone, director de la película

El 13 de mayo de 2015, 20th Century Fox anunció que Josh Boone dirigiría una película basada en los cómics de los Nuevos Mutantes. También se informó que Lauren Shuler Donner y Simon Kinberg serían los productores de la película, mientras Boone y Knate Gwaltney escribirían el guion. El 13 de agosto de 2015, Boone compartió una imagen del guion que escribía junto con Gwaltney y dijo que "aun no está terminado". En octubre de 2015, Boone había acabado el primer borrador del guion para la película con Knate Gwaltney. En marzo de 2016, el productor Simon Kinberg habló sobre la película y dijo que "quizás no era tan diferente a Deadpool, pero tenía su propia identidad" y que tenía "una onda más YA (Young Adulto)". Luego, HitFix reveló que Maisie Williams estaba en conversaciones para interpretar a Wolfsbane, mientras que Anya encarnaría a Magik. Además, se dijo que James McAvoy y Alexandra Shipp serían parte de la película.
En agosto de 2016, se informó que Scott Neustadter y Michael H. Weber reescribirían el guion para incluir a Danielle Moonstar, Wolfsbane, Sunspot, Cannonball, Magik y Warlock. En noviembre de 2016, se informó que el villano principal en la película sería el Oso Demonio, quien tiene fuerza sobrehumana y puede teletransportarse, además de poseer también la habilidad de corromper almas. Se anunció también que la filmación se llevaría a cabo en Montreal, Canadá.

### Rodaje
La fotografía principal comenzó el 10 de julio de 2017 en Boston, bajo el título provisional de Growing Pains. Peter Deming fue el director de fotografía de la película. La mayor parte de la película fue filmada en el Hospital Estatal de Medfield, donde Boone dijo que "a cada persona de mi equipo... les ocurrieron cosas raras mientras estuvieron allí". Boone dijo que quería crear "tantos de los efectos prácticamente como pudiéramos" y agregó que quería que la película se sintiera un poco más como las películas de terror con las que creció. Por ejemplo, para crear el efecto de figuras que atraviesan las paredes de una habitación, Boone usó la técnica originada por Wes Craven de tener actores reales empujando sobre láminas de spandex. Como resultado, solo el 10 por ciento de la película fue filmada con una pantalla verde. La filmación acabó el 16 de septiembre de 2017.

## Música
Nate Walcott y Mike Mogis fueron confirmados en diciembre de 2017 para componer la banda sonora de la película, después de haber trabajado con Boone en sus películas anteriores. En mayo de 2018, Marilyn Manson anunció que su versión de la canción "Cry Little Sister", escrita originalmente para la película The Lost Boys (1987), de Gerard McMahon, que Manson debutó durante su gira "Heaven Upside Down", había sido grabada específicamente para la banda sonora de la película. En febrero de 2020, se reveló que Mark Snow había compuesto la banda sonora para la versión final de la película, aunque la música adicional compuesta por Walcott y Mogis todavía sería incluida en el film.

## Estreno
Originalmente la película estaba programada para ser estrenada el 13 de abril de 2018, antes de retrasarse hasta el 22 de febrero de 2019, para evitar competir en taquilla con Deadpool 2, y luego se retrasó hasta el 2 de agosto de 2019, esta vez para evitar competir con Dark Phoenix.
Fue retrasada nuevamente hasta el 3 de abril de 2020 por Disney después de que el estudio adquirió 20th Century Fox. En marzo de 2020, Disney canceló el estreno de la película debido a la pandemia de coronavirus de 2019-20. Finalmente, la película se estrenó el 28 de agosto de 2020 en los cines de Estados Unidos.
La versión digital y Blu-Ray fue lanzada el 12 de noviembre de 2020.

### Marketing
El primer tráiler de la película se lanzó en octubre de 2017. Sara Vilkomerson, de Entertainment Weekly, dijo que el avance de la promesa de Boone sobre un tipo diferente de película de X-Men era "espeluznante". Vilkomerson también notó el uso del tráiler de la canción de Pink Floyd "Another Brick in the Wall", diciendo que el tratamiento del título de la película presentada en el tráiler evoca el tratamiento utilizado para esa canción. Alex McLevy, de The A.V. Club, también sintió que Boone había cumplido su promesa de una "película de terror directa", y dijo: "Felicidades a este equipo creativo por probar algo diferente con el género de superhéroes". De /Film, Hoai-Tran Bui dijo que la película parecía un episodio de botella para la franquicia X-Men, y también comparó el tono del tráiler con Deadpool. Bui también comparó el tono del tráiler con Stranger Things, y la actuación de Braga como Reyes con la enfermera Ratched. Por su parte, Boone, Lee, Braga, Zaga y Sienkiewicz promovieron la película en la Comic Con Experience de 2017.